# Ricardo Martínez (Fußballspieler, 1927)
Ricardo Martínez (* 6. August 1927 in Orizaba, Veracruz), auch bekannt unter dem Spitznamen Monicaco, ist ein ehemaliger mexikanischer Fußballspieler auf der Position eines Stürmers.

## Leben
Martínez begann seine fußballerische Laufbahn bei der Unión Deportiva Río Blanco. 
Seinen ersten Profivertrag erhielt er bei der Unión Deportiva Moctezuma, für die er mindestens von 1945 bis zum Rückzug des Vereins aus der höchsten Spielklasse am Ende der Saison 1949/50 tätig war.
Die Saison 1950/51 verbrachte Martínez beim Club San Sebastián de León und danach spielte er noch (zumindest in der Saison 1953/54) in der zweiten Liga für Atlético Morelia.

## Erfolge
U.D. Moctezuma
- Copa México: 1947
- Campeón de Campeones: 1947